# 米子自動車道

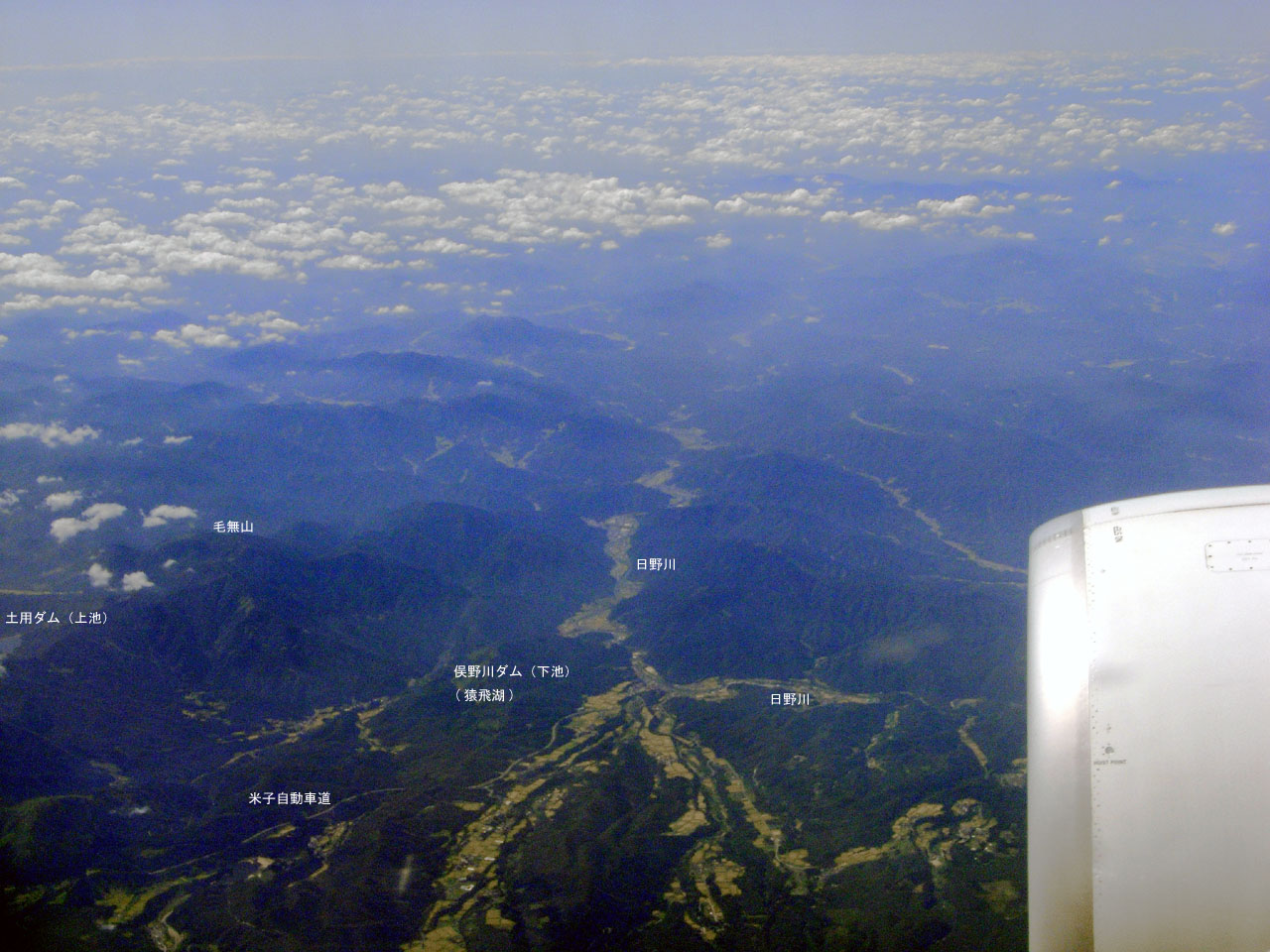
日野川中流域岡山県境付近を通過する米子自動車道。奥に俣野川発電所の上池（土用ダム湖）と下池（猿飛湖）を望む。

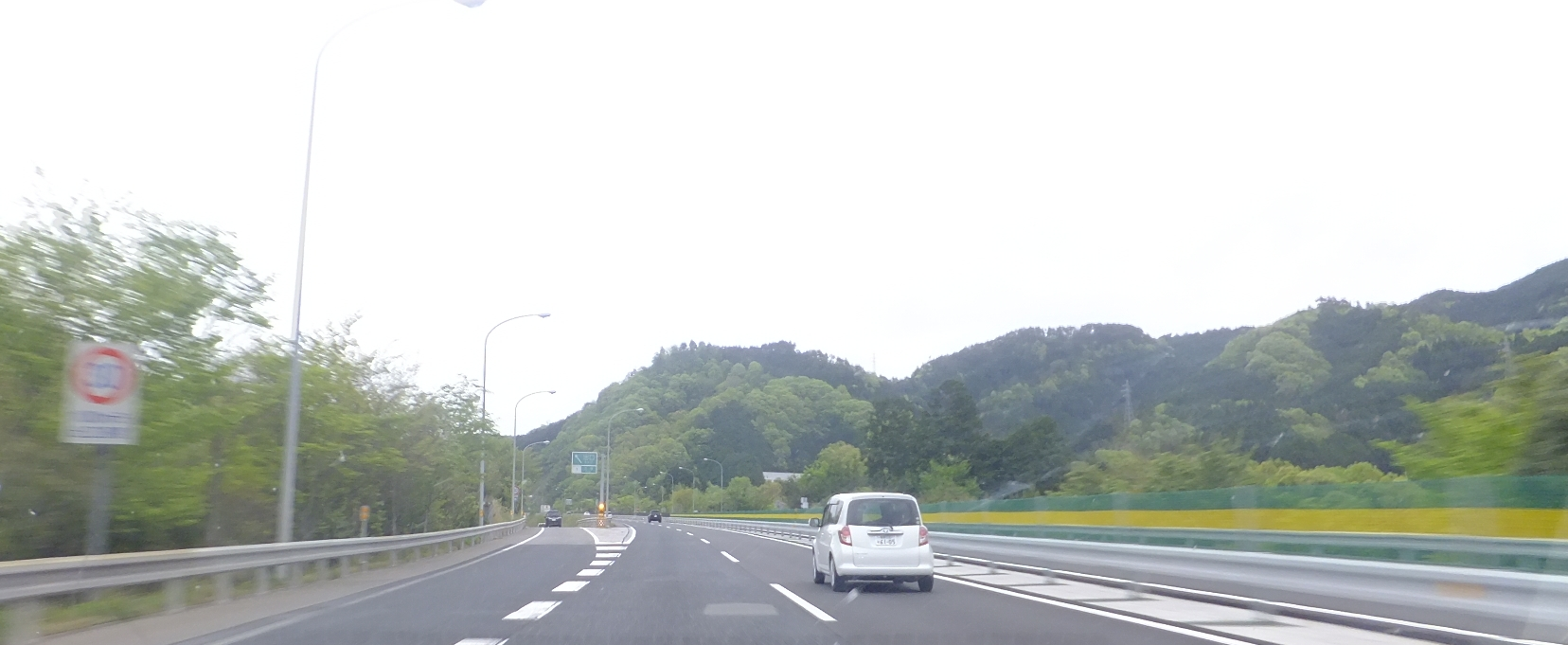
久世インターチェンジ付近
岡山県真庭市目木で撮影

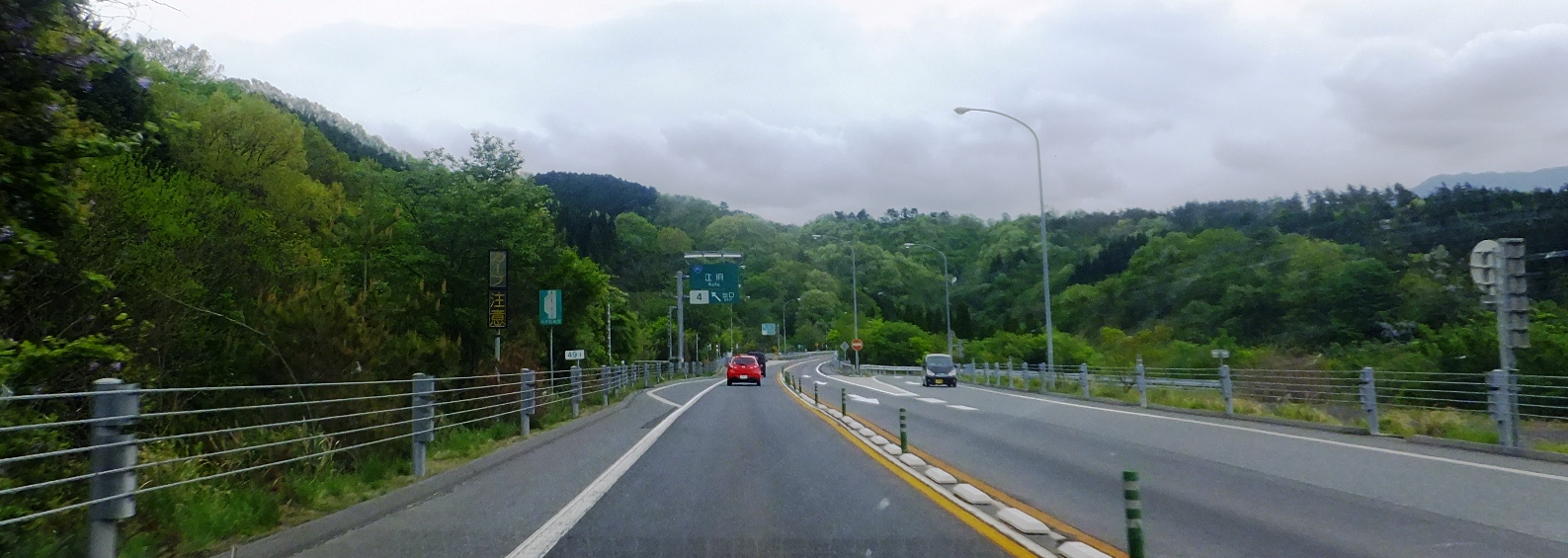
江府インターチェンジ付近
鳥取県日野郡江府町佐川で撮影

米子自動車道（よなごじどうしゃどう、英語: YONAGO EXPWY）は、岡山県真庭市から鳥取県米子市へと至る高速道路（高速自動車国道）である。略称は米子道（よなごどう）。
高速道路ナンバリングによる路線番号は、岡山自動車道・中国自動車道とともに「E73」が割り振られている。

## 概要
法令上の路線名は岡山自動車道と併せて中国横断自動車道岡山米子線（岡山市北区 - 境港市）である。
1989年（平成元年）12月14日に最初の区間である江府インターチェンジ (IC) - 米子IC間が供用を開始した。全区間を西日本高速道路（NEXCO西日本）が管理・運営している。険しい中国山地を通過するためトンネルやカーブが多く、冬季は湯原IC - 江府IC間でチェーン規制を実施することが多い。
蒜山高原サービスエリア及び大山パーキングエリアからは、日本百名山の一つでもある大山が一望できる。

### 付加車線設置、4車線化の動き
米子自動車道は、1992年（平成4年）の全線開通時点で落合JCT - 久世IC間を除く殆どの区間が暫定2車線で供用された。しかし、鳥取自動車道や松江自動車道がまだ全通していなかった事もあり、中国地方から山陰方面へのアクセスとして米子道が重宝され、ゴールデンウィークやお盆、正月等の連休には落合JCT - 湯原ICなどで容量オーバーによる交通渋滞が頻発した。
このため起点側区間で重点的に4車線化拡幅工事が進められ、2011年（平成23年）12月までに落合JCT - 蒜山ICまでの33.6 km間が4車線化した。
残りの蒜山IC - 米子JCTの32.6 kmについては一部を除いた約22 kmで対面通行が続いており、積雪のある冬期をはじめ安全性の問題が指摘されている。鳥取県や米子市など沿線自治体、および商工団体、旅館組合、バス・トラック協会など41機関で構成される期成同盟会から、国土交通省やNEXCO西日本に対し、4車線化の要請が続けられている。
2016年（平成28年）6月、付加車線設置検証路線として江府IC付近の約3.4 kmが選定された。2019年（平成31年）3月には「防災・減災、国土強靱化のための3か年緊急対策」の一環として溝口IC付近の約4.2 kmが付加車線の事業対象として選定された。2019年（令和元年）9月、国土交通省 第35回国土幹線道路部会にて「高速道路における安全・安心基本計画」が検討され、4車線化の優先整備区間として、蒜山IC - 米子IC が選定された。順次着手され、2022年（令和4年）度には全て事業化された。これにより米子自動車道の全線4車線化の道筋がついたことになる。

### 米子IC/JCT以北の整備
中国横断自動車道岡山米子線は、終点が鳥取県境港市となっているが、米子自動車道が米子市まで整備されたあと、境港市までの延伸が棚上げとなっている。
2020年度（令和2年度）、国土交通省 、鳥取県、島根県、米子市、境港市、日吉津村、松江市、出雲市、安来市、NEXCO西日本による「中海・宍道湖圏域道路整備勉強会」が設立。中海・宍道湖圏域の機能軸強化を目的として、山陰自動車道・米子自動車道・境港出雲道路の3つの高規格道路による“8の字状の高規格道路ネットワーク”が示された。2021年度（令和3年度）から2023年度（令和5年度）にかけては「米子・境港間の高規格道路 地元懇談会」、「中海・宍道湖8の字ネットワーク整備による効果分析検討会」、「中海・宍道湖・大山圏域 活性化シンポジウム」が開催され、また、圏域の5市長や経済団体等で構成される「中海・宍道湖8の字ルート 整備推進会議」が設立された。2024年度（令和6年度）には、国土交通省の社会資本整備審議会道路分科会にて審議が行われ、圏域の道路ネットワークの重要性が認識され、特に整備が進んでいない圏域北側の道路整備が必要であることが確認された。
米子IC/JCT以北の整備については、2021年度（令和3年度）に、米子市、境港市、日吉津村で意見聴取が行われ、米子・境港間の高規格道路の早期整備が必要として地元意見が取りまとめられ、国土交通省、NEXCO西日本へ要望が提出された。2024年度（令和6年度）には、国土交通省にて米子・境港地域道路整備勉強会が行われ、米子・境港間に高規格道路の整備が必要であること、概略ルート・構造や整備方針等について検討していくことが確認された。
2025年度（令和7年度）より、米子 - 境港間の計画段階評価が着手された。

## インターチェンジなど
- IC番号欄の背景色が■である部分については道路が供用開始済みの区間を示している。また、施設名欄の背景色が■である部分は施設が供用開始されていない、または完成していないことを示す。なお、未開通区間の名称は仮称である。
- スマートインターチェンジ (SIC) 等のETC専用ICは背景色■で示す。
- バスストップ (BS) のうち、○は運用中、◆は休止中の施設。無印はBSなし。
- その他の略字は、ICはインターチェンジ、JCTはジャンクション、SAはサービスエリア、PAはパーキングエリア、TBは本線料金所、TNはトンネル、CBはチェーンベースをそれぞれ示す。

| IC番号                              | 施設名             | 接続路線名                                         | 起点から (km) | BS   | 備考                          | 所在地                                                                         | 所在地                    |
| ----------------------------------- | ------------------ | -------------------------------------------------- | ------------- | ---- | ----------------------------- | ------------------------------------------------------------------------------ | ------------------------- |
| (15)                                | 落合JCT            | E2A 中国自動車道                                   | 0.0           | -    |                               | 岡山県 真庭市                                                                  | 岡山県 真庭市             |
| 1                                   | 久世IC             | 国道181号                                          | 3.2           | ○    |                               | 岡山県 真庭市                                                                  | 岡山県 真庭市             |
| -                                   | 上野PA             | -                                                  | 7.2           |      |                               | 岡山県 真庭市                                                                  | 岡山県 真庭市             |
| -                                   | 摺鉢山南CB         | -                                                  | 9.3           | -    |                               | 岡山県 真庭市                                                                  | 岡山県 真庭市             |
| -                                   | 摺鉢山TN           | -                                                  |               | -    | 上り線 4,093 m 下り線 4,099 m | 岡山県 真庭市                                                                  | 岡山県 真庭市             |
| -                                   | 摺鉢山北CB         | -                                                  | 14.4          | -    |                               | 岡山県 真庭市                                                                  | 岡山県 真庭市             |
| 2                                   | 湯原IC             | 国道313号 北条湯原道路                             | 15.6          | ◆    |                               | 岡山県 真庭市                                                                  | 岡山県 真庭市             |
| -                                   | 玉田山TN           | -                                                  |               | -    | 上り線 1,655 m 下り線 1,627 m | 岡山県 真庭市                                                                  | 岡山県 真庭市             |
| -                                   | 玉田山北CB         | -                                                  | 21.8          | -    |                               | 岡山県 真庭市                                                                  | 岡山県 真庭市             |
| -                                   | 二川BS             | -                                                  | 24.0          | ○    | 2016年7月15日供用再開         | 岡山県 真庭市                                                                  | 岡山県 真庭市             |
| -                                   | 蒜山高原SA         | -                                                  | 32.5          |      |                               | 岡山県 真庭市                                                                  | 岡山県 真庭市             |
| 3                                   | 蒜山IC             | 国道482号                                          | 33.5          |      |                               | 岡山県 真庭市                                                                  | 岡山県 真庭市             |
| -                                   | 三平山TN           | -                                                  |               | -    | 長さ 2,257 m                  | 岡山県 真庭市                                                                  | 岡山県 真庭市             |
| -                                   | 三平山TN           | -                                                  | 鳥取県        | -    | 長さ 2,257 m                  | 日野郡 江府町                                                                  |                           |
| -                                   | 宮市TN             | -                                                  | 鳥取県        |      | -                             | 日野郡 江府町                                                                  | 上り線 336 m 下り線 366 m |
| -                                   | 江府CB             | -                                                  | 鳥取県        | 46.6 | -                             | 日野郡 江府町                                                                  | 下り線のみ                |
| 4                                   | 江府IC/CB          | 国道181号（国道183号・国道482号重複） 江府三次道路 | 鳥取県        | 48.9 | ○                             | 日野郡 江府町                                                                  | CBは上り線のみ            |
| -                                   | 根雨原TN           | -                                                  | 鳥取県        |      | -                             | 長さ 721 m                                                                     | 西伯郡 伯耆町             |
| 5                                   | 溝口IC             | 県道45号倉吉江府溝口線                             | 鳥取県        | 57.2 | ○                             |                                                                                | 西伯郡 伯耆町             |
| 5-1                                 | 大山PA 大山高原SIC | 県道326号大山高原スマートインター線                | 鳥取県        | 61.7 | ○                             |                                                                                | 西伯郡 伯耆町             |
| -                                   | 米子TB             | -                                                  | 鳥取県        | 66.1 | -                             | 本線料金所                                                                     | 米子市                    |
| 6 (16)                              | 米子IC/JCT         | E9 山陰自動車道 国道431号                          | 鳥取県        | 66.5 |                               | ICとJCTが一体化構造 JCTは松江・出雲方面のみ接続 ICは中国道・岡山方面出入口のみ | 米子市                    |
|                                     | 米子北IC           | 県道207号皆生西原線                                | 鳥取県        |      | -                             | 事業凍結中                                                                     | 米子市                    |
| 米子 - 境港（計画段階評価手続き中） |                    |                                                    |               |      |                               |                                                                                |                           |

## 歴史
- 1989年（平成元年）12月14日 : 江府ICと米子IC間の供用を開始する。
- 1992年（平成4年）12月18日 : 落合JCTと江府IC間の供用を開始し[29]、全線が供用される。なお、この時点では落合JCTから久世IC間のみ両側4車線で、他の区間は暫定2車線となっていた。
- 2004年（平成16年）11月30日 : 上野PAと湯原IC間が両側4車線化される。
- 2005年（平成17年）
  - 8月4日 : 米子JCTの一部が供用を開始し、山陰自動車道松江・出雲方面から、米子自動車道落合・岡山方面が直結される。
  - 10月20日 : 湯原ICと蒜山IC間が両側4車線化される。
- 2006年（平成18年）8月11日 : 米子JCTの一部が供用を開始し、米子自動車道の落合・岡山方面から山陰自動車道の松江・出雲方面が直結される。
- 2009年（平成21年）12月18日 : 蒜山高原SA（上下線）のトイレが改装される。
- 2011年（平成23年）
  - 2月9日 : 落合JCTと米子IC間が、高速道路無料化社会実験対象区間に指定される[30]（実際には社会実験は行われなかった）。
  - 6月30日 : 大山高原スマートICの供用を開始する[31][32]。
  - 10月12日 : 久世IC- 上野PA間の対面通行が解消される[33]。
  - 12月9日 : 久世IC - 上野PA間が両側4車線化され、落合JCTから蒜山IC間の両側4車線化が完了する[34]。
- 2016年（平成28年）6月7日 : 付加車線設置検証路線として、江府IC付近が選定される[5]。
- 2019年（平成31年/令和元年）
  - 3月8日 : 「防災・減災、国土強靱化のための３か年緊急対策」の一環として、江府IC - 溝口IC間の一部が付加車線の事業対象として選定される[6]。
  - 3月29日 : 江府IC - 溝口IC間の一部[35]において、国土交通省より4車線化工事の事業許可を受ける[36]。
  - 9月4日：国土交通省が米子道の蒜山IC - 米子IC/JCT間の全線を10 - 15年後を目処に4車線化する優先整備区間に選定する方針を発表[37][38][39]。
- 2020年（令和2年）
  - 3月10日 : 国土交通省が米子道の4車線化優先整備区間のうち、2020年度に新たに4車線化事業に着手する候補箇所として蒜山IC - 江府IC間の一部を選定[40][41][42]。
  - 3月31日：蒜山IC - 江府IC間の一部において、国土交通省より4車線化工事の事業許可を受ける[43]。
- 2021年（令和3年）
  - 3月5日 : 国土交通省が米子道の4車線化優先整備区間のうち、2021年度に新たに4車線化事業に着手する候補箇所として江府IC - 溝口IC間の一部を選定[44][45][46]。
  - 3月30日：江府IC - 溝口IC間の一部において、国土交通省より4車線化工事の事業許可を受ける[47]。2019年の事業許可と合わせ、江府IC - 溝口IC間は全線事業許可を受ける。
  - 10月18日 : 宮市TN - 江府IC間の対面通行が解消される[48][49]。
  - 12月10日 : 江府IC付近の3.4 kmが4車線化[50]。
- 2022年（令和4年）
  - 3月4日 : 国土交通省が米子道の4車線化優先整備区間のうち、2022年度に新たに4車線化事業に着手する候補箇所として溝口IC - 米子IC間を選定[51][52]。
  - 3月30日：溝口IC - 米子IC間において、国土交通省より4車線化工事の事業許可を受ける[53]。これに伴い、米子道のこの時点での暫定2車線区間は全区間で4車線化工事の事業許可を受けたこととなる。

## 路線状況

### 車線・最高速度
| 区間                  | 車線 上下線=上り線+下り線 | 最高速度 | 備考 |
| --------------------- | ------------------------- | -------- | ---- |
| 落合JCT - 蒜山IC      | 4=2+2                     | 80 km/h  |      |
| 蒜山IC - 宮市トンネル | 2=1+1 （暫定2車線）       | 70 km/h  | ※    |
| 宮市トンネル - 江府IC | 4=2+2                     | 80 km/h  | ※    |
| 江府IC - 溝口IC       | 2=1+1 （暫定2車線）       | 70 km/h  | ※    |
| 溝口IC - 大山PA       | 4=2+2                     | 80 km/h  | ※    |
| 大山PA - 米子IC/JCT   | 2=1+1 （暫定2車線）       | 70 km/h  | ※    |

- ※ : 蒜山IC - 米子IC/JCT間の全線は4車線化優先整備区間[37][38][39]

### サービスエリア・パーキングエリア
- 米子道のサービスエリア (SA) は蒜山高原SAのみである。一般的なSAの設備をもつが、下り線のガソリンスタンドについては深夜営業を行っていない。
- 売店があるパーキングエリア (PA) は、大山PA上り線のみだが、下り線からも歩行者用通路を介して利用することができる。なお、その他のPAは自動販売機のみの営業である。
- 大山PA - 宍道湖SA（山陰自動車道）間にはSA・PAがない。なお、島根県東部高速道路利用促進協議会では、インターチェンジや管理事務所及びインターチェンジ周辺のコンビニエンスストアにあるトイレ（いずれも道路外の施設）を記した案内図を独自に制作・配布し、利用者の便宜に供している[55][56]。
- これとは別に、米子TBには、下り線料金所ブースより松江・出雲寄りにある駐車場とトイレが一般に開放されているため、下り線専用のPAとしての機能を果たしている[55]。

### トンネル
米子道沿線には、22のトンネルが設けられている。トンネル要目およびIC間ごとの設置数は下記を参照。
| 区間                | トンネル名                     | 長さ                      | 備考                                                                           |
| 落合JCT - 久世IC    | なし                           |                           |                                                                                |
| 久世IC - 湯原IC     | 大内原トンネル（おおうちばら） | 上り 215 m 下り 206 m     |                                                                                |
| 久世IC - 湯原IC     | 米来トンネル（めき）           | 上り 156 m 下り 161 m     |                                                                                |
| 久世IC - 湯原IC     | 木谷山トンネル（きたにやま）   | 上り 107 m 下り 98 m      |                                                                                |
| 久世IC - 湯原IC     | 二川トンネル（ふたがわ）       | 上り 245 m 下り 253 m     |                                                                                |
| 久世IC - 湯原IC     | 横瀬トンネル（よこせ）         | 上り 158 m 下り 174 m     |                                                                                |
| 久世IC - 湯原IC     | 打井畑トンネル（うついばた）   | 上り 176 m 下り 117 m     |                                                                                |
| 久世IC - 湯原IC     | 伏ヶ茅トンネル（ふしがかや）   | 上り 73 m 下り 94 m       | 距離表示のない短いトンネル                                                     |
| 久世IC - 湯原IC     | 芦谷トンネル（あしだに）       | 上り 157 m 下り 165 m     |                                                                                |
| 久世IC - 湯原IC     | 摺鉢山トンネル（すりばちやま） | 上り 4,093 m 下り 4,099 m | 米子自動車道の中で最長のトンネル 湯原IC側トンネル出口付近に チェーンベースあり |
| 湯原IC - 蒜山IC     | 久見トンネル（ひさみ）         | 上り 853 m 下り 711 m     |                                                                                |
| 湯原IC - 蒜山IC     | 玉田山トンネル（たまだやま）   | 上り 1,655 m 下り 1,627 m | 近くにチェーンベースあり                                                       |
| 湯原IC - 蒜山IC     | 鳥居トンネル（とりい）         | 上り 642 m 下り 612 m     |                                                                                |
| 蒜山IC - 江府IC     | 三平山トンネル（みひらやま）   | 2,257 m                   | トンネル内は対面通行                                                           |
| 蒜山IC - 江府IC     | 宮市トンネル（みやいち）       | 上り 336 m 下り 366 m     |                                                                                |
| 蒜山IC - 江府IC     | 小江尾トンネル（こえび）       | 上り 212 m 下り 250 m     |                                                                                |
| 蒜山IC - 江府IC     | 江府トンネル（こうふ）         | 上り 470 m 下り 520 m     |                                                                                |
| 江府IC - 溝口IC     | 佐川トンネル（さがわ）         | 166 m                     | トンネル内は対面通行                                                           |
| 江府IC - 溝口IC     | 柿原トンネル（かきばら）       | 227 m                     | トンネル内は対面通行                                                           |
| 江府IC - 溝口IC     | 根雨原トンネル（ねうばら）     | 721 m                     | トンネル内は対面通行                                                           |
| 江府IC - 溝口IC     | 宮原トンネル（みやばら）       | 496 m                     | トンネル内は対面通行                                                           |
| 江府IC - 溝口IC     | 谷川トンネル（たにがわ）       | 602 m                     | トンネル内は対面通行                                                           |
| 江府IC - 溝口IC     | 添谷トンネル（そえだに）       | 185 m                     | トンネル内は対面通行                                                           |
| 溝口IC - 米子IC/JCT | なし                           |                           |                                                                                |

### 道路管理者
- NEXCO西日本中国支社
  - 津山高速道路事務所 : 落合JCT - 久世IC
  - 米子高速道路事務所 : 久世IC - 米子IC/JCT

#### 警察
- 岡山県警察高速道路交通警察隊
  - 北部方面隊 : 落合JCT - 岡山・鳥取県境
- 鳥取県警察高速道路交通警察隊 : 岡山・鳥取県境-米子IC/JCT

#### ハイウェイラジオ
- 蒜山（湯原IC - 蒜山IC）

### 交通量
24時間交通量（台） 道路交通センサス
| 区間                 | 平成11（1999）年度 | 平成17（2005）年度 | 平成22（2010）年度 | 平成27（2015）年度 | 令和3(2021)年度 |
| -------------------- | ------------------ | ------------------ | ------------------ | ------------------ | --------------- |
| 落合JCT - 久世IC     | 7,633              | 8,145              | 10,572             | 8,742              | 6,678           |
| 久世IC - 湯原IC      | 7,481              | 8,397              | 10,790             | 8,846              | 6,776           |
| 湯原IC - 蒜山IC      | 6,249              | 6,503              | 08,693             | 6,980              | 5,246           |
| 蒜山IC - 江府IC      | 5,813              | 5,916              | 07,435             | 6,364              | 4,574           |
| 江府IC - 溝口IC      | 5,709              | 5,757              | 07,335             | 6,274              | 4,477           |
| 溝口IC - 大山高原SIC | 5,441              | 5,542              | 07,177             | 6,107              | 4,368           |
| 大山高原SIC - 米子IC | 5,441              | 5,542              | 07,177             | 6,057              | 4,380           |
| 米子IC - 米子北IC間  | 未開通             | 未開通             | 未開通             | 未開通             | 未開通          |

（出典：「中国地方の平成17年度道路交通センサス断面交通量」（中国地方整備局ホームページ）・「平成22年度道路交通センサス」・「平成27年度全国道路・街路交通情勢調査」｢令和3年度全国道路・街路交通情勢調査」（国土交通省ホームページ）より一部データを抜粋して作成）
- 令和2年度に実施予定だった交通量調査は、新型コロナウイルスの影響で延期された[57]。

## 地理

### 通過する自治体
- 岡山県
  - 真庭市
- 鳥取県
  - 日野郡江府町 - 西伯郡伯耆町 - 米子市

### 接続する高速道路
- E2A 中国自動車道（落合JCTで接続）
- E9 山陰自動車道（米子JCTで松江・出雲方面のみ接続）